# Iwájú: City of Tomorrow
Iwájú: City of Tomorrow (Iwájú) è una serie animata fantascientifica prodotta da Walt Disney Animation Studios e distribuita nel 2024 su Disney+. In Italia è stata distribuita a partire da aprile 2024.

## Trama
Tola Martins è la figlia di un brillante scienziato che vive su un'isola benestante a Lagos, in Nigeria, in un futuro in cui la città è stata trasformata dalla tecnologia. Il suo amico Kole vive sulla terraferma meno ricca. Mentre Tola cerca di saperne di più sulla terraferma, le divisioni di classe latenti da tempo emergono.

## Personaggi
- Tola Martins, doppiata in originale da Simisola Gbadamosi, in italiano da Sveva Lucentini[3]
La curiosa e intraprendente figlia di Tunde Martins, affascinata dalla terraferma.
- Tunde Martins, doppiato in originale da Dayo Okeniyi, in italiano da Alberto Boubakar Malanchino[3]
Il padre di Tola, uno scienziato che lavora presso la società Greenwood Tech.
- Kole Adesola, doppiato in originale da Siji Soetan, in italiano da Davide Doviziani[3]
Giovane tuttofare che lavora presso casa Martins e migliore amico di Tola.
- Otin, doppiata in originale da Weruche Opia, in italiano da Stephanie Dansou[3]
Un robot di ultima generazione con le fattezza di una lucertola agama. Creata dal Tunde per proteggere Tola.
- Bode DeSousa, doppiato in originale da Femi Branch, in italiano da Stefano Alessandroni[3]
Boss del crimine della terraferma, che rapisce i bambini privilegiati di Lagos per ottenere riscatti.
- Happines, doppiata in originale da Bisola Aiyeola, in italiano da Fatima Romina Ali[3]
Braccio destro di Bode.

## Episodi
| Stagione       | Episodi | Pubblicazione USA | Pubblicazione Italia |
| -------------- | ------- | ----------------- | -------------------- |
| Prima stagione | 6       | 2024              | 2024                 |

## Produzione

### Sviluppo
Il direttore creativo dei Walt Disney Animation Studios, Jennifer Lee, ha letto un articolo sulla BBC su Kugali Media, una società con sede in Gran Bretagna fondata da artisti africani, affermando che volevano "prendere a calci il sedere della Disney". Incuriosita dal desiderio della società di creare e raccontare storie africane, si è rivolta a loro per sviluppare insieme un progetto originale di fantascienza animata di lunga durata per il servizio di streaming della Walt Disney Company, Disney+. Inizialmente i produttori avevano pianificato di creare una serie di cortometraggi, ma "ogni idea era un lungometraggio epico", quindi hanno scelto di creare una serie. 
Il 10 dicembre 2020, Lee ha annunciato che Walt Disney Animation Studios e Kugali Media avrebbero coprodotto una nuova serie animata originale per Disney+, intitolata Iwájú. È la prima serie animata originale di Walt Disney Animation Studios, poiché la maggior parte dei progetti televisivi Disney, originali o basati su IP preesistenti, sono prodotti da Disney Television Animation. Ha descritto la collaborazione tra le due società come una "prima collaborazione nel suo genere". Lo spettacolo è diretto da Olufikayo Adeola. Il titolo della serie, iwájú , si traduce approssimativamente in "il futuro" nella lingua yoruba (letteralmente "rivolto verso l'esterno"). 
Nel febbraio 2021, il team di Kugali Media ha affermato che la serie non è come World of Wakanda, con il CEO di Kugali Media Ziki Nelson che ha affermato di aver "preso una vera città africana" ( Lagos, Nigeria ) e di aver trovato il modo di adattarla usando la loro immaginazione, con Hamid Ibrahim, il direttore creativo, che ha chiarito che Disney Animation ha permesso loro di "essere noi stessi e... essere fedeli a noi stessi", lavorando con Disney con "una certa dose di autonomia e libertà creativa". SYFY ha affermato che questo potrebbe "aprire le porte ad altre collaborazioni post-pandemia in tutto il mondo". Toluwalakin "Tolu" Olowofoyeku, direttore tecnico di Kugali, è un consulente creativo e produttore consulente dello show e Nelson ha scritto la storia. Nel giugno 2021, Nelson, poiché aveva firmato con una società di gestione dei talenti, ha aggiunto che "raccontare storie attraverso l'arte e l'animazione" è stato il suo sogno. 
Al Festival internazionale del film d'animazione di Annecy del 2021 , Olowofoyeku ha affermato che la storia è stata ispirata dalla città di Lagos, in Nigeria, poiché Lagos è "la capitale culturale della Nigeria" e poiché sia la sua terraferma che le sue aree insulari hanno "un'atmosfera unica e distinta" che il team creativo ha ritenuto fornisse "una base interessante per la storia". Nelson ha affermato che la serie sarebbe stata "un'opportunità per dare alle persone una visione più olistica della Nigeria" sebbene sia una "città strana ma meravigliosa". I produttori hanno lavorato con diverse nazioni per la serie, con il direttore degli effetti visivi Marlon West che ha affermato che i membri del team sono stati assunti da diversi dipartimenti, mentre il capo della storia Natalie Nourigat ha descritto l'avere una "stanza virtuale per le storie" composta sia da dipendenti Kugali che Disney come "un ottimo modo per presentare nuove persone". 
Lee e Byron Howard sono stati produttori esecutivi, mentre Christina Chen è stata produttrice. La serie è composta da 6 episodi. 

### Scrivere
La serie è stata scritta da Adeola e Halima Hudson. Adeola e il team di Kugali hanno inizialmente concepito la storia generale, gli archi narrativi dei personaggi e gli episodi, con il team che ha ricevuto completa libertà creativa dalla Disney, consentendo loro di incorporare argomenti più oscuri nella storia. Hudson, uno scrittore per la Disney Animation, è stato successivamente coinvolto nella sceneggiatura per aggiungere umorismo e mantenere l'attenzione sulla storia e sugli archi narrativi. Per quanto riguarda la rappresentazione di Lagos nella serie, gli sceneggiatori hanno deciso di renderla autentica alla vita reale, anche se leggermente esagerata e aggiungendo elementi futuristici alla città; lo scenografo Hamid Ibrahim ha affermato che volevano concentrarsi sulla vita quotidiana di Lagos. L'apertura di ogni episodio si concentra su un personaggio diverso, un'idea implementata su suggerimento di Nelson. 
Adeola voleva che la serie rappresentasse la Nigeria "100 anni nel futuro" pur presentando problemi della Nigeria della vita reale, poiché voleva che la serie servisse da riflesso della Nigeria della vita reale, quindi si è ispirato alla sua vita cresciuta a Lagos. Ha trovato in particolare la segregazione tra ricchi e poveri come una solida base per una storia di fantascienza; Adeola ha anche ritenuto che esplorare Lagos attraverso una storia di fantascienza ha permesso alla serie di esaltare alcuni degli elementi della città in modo divertente. Mentre la serie esplora la disuguaglianza, è anche un "racconto ambizioso", poiché Adeola vede la speranza come "davvero importante per lo spirito umano". In definitiva, voleva che Iwájú fosse una storia sulla sfida allo status quo esplorando problemi della vita reale attraverso gli occhi di un personaggio ottimista, che si riflette nel modo in cui Tola reagisce all'apprendimento delle lotte di Kole e di come è la vita nella terraferma di Lagos. 

### Animazione
L'animazione è stata gestita nelle strutture di Montreal e Londra della Cinesite, mentre la pre-produzione e lo storyboard hanno avuto luogo negli studi di Burbank e Vancouver della Disney Animation. Hamid Ibrahim, il direttore creativo di Kugali, è lo scenografo dello spettacolo. Ibrahim ha affermato che lo stile di animazione dello spettacolo sarebbe stato diverso dalle precedenti produzioni Disney, con Nelson che ha affermato che sarebbe stato invece ispirato dagli stili di animazione africani, orientali e occidentali, e il direttore degli effetti visivi Marlon West che ha aggiunto che avrebbe comunque avuto la stessa qualità di altri progetti Disney. Ibrahim ha anche affermato che le torri che compongono la terraferma, che è l'ambientazione principale della serie, sono pensate per rappresentare il sovraffollamento, mentre l'area dell'isola contiene uno "spazio e una stanza più grandi per l'espressione creativa". Ha aggiunto che la tecnologia è un aspetto cruciale dell'ambientazione, con la serie che presenta diverse tecnologie avanzate, come gli occhiali per la realtà aumentata che sostituiscono gli smartphone e le auto volanti sferiche. 

### Musica
Ré Olunuga aveva registrato la colonna sonora per la serie entro gennaio 2024. La colonna sonora, che include autentica musica di influenza africana, è stata pubblicata il 1° marzo 2024, due giorni dopo la prima della serie. 

### Temi
Iwájú esplora i temi della disuguaglianza e della divisione di classe, che il regista e co-fondatore di Kugali Ziki Nelson ha descritto come "la realtà quotidiana della vita in Nigeria e in altre parti del mondo". Esplora anche come questi problemi influenzano la società di tutti i giorni, oltre a "sfidare lo status quo". Nelson ha anche descritto lo spettacolo come "ispirazione, o aspirazione e desiderio, di provare a progettare la società per vivere in un modo più positivo". Ibrahim ha anche sostenuto che la serie rappresenta un "sogno personale d'infanzia di raccontare la mia storia e quella del mio popolo". 

## Pubblicazione
Iwájú avrebbe dovuto debuttare originariamente nel 2022, esclusivamente sul servizio streaming Disney, Disney+. La serie è stata successivamente posticipata al 2023, prima di essere infine posticipata al 28 febbraio 2024.

### Marketing
Il concept art per la serie è stato mostrato all'Annecy International Animation Film Festival del 2021 , dove la troupe ha discusso della serie. La serie è stata descritta da Ibrahim come un "mash-up Kugali-Disney", una collaborazione tra entrambe le società, con cui Jennifer Lee, direttore creativo dei Walt Disney Animation Studios, ha concordato, mentre Olowofoyeku ha affermato che lo spettacolo aveva "un assetto narrativo davvero unico già integrato nel DNA della vita reale di Lagos". Inoltre, Nelson ha affermato che il team creativo dello spettacolo ha costruito "un mondo futuristico radicato nell'ambientazione contemporanea". A dicembre 2021, all'Investors Day per Disney, sono stati rivelati dettagli sui personaggi e sulla trama dello spettacolo. 
Una serie di documentari dietro le quinte è stata sviluppata presso ABC News Studios , una divisione di ABC News. Il documentario, intitolato Iwájú: A Day Ahead, è stato diretto da Megan Harding con Amy Astley e Beth Hoppe come produttori esecutivi, e rilasciato insieme alla serie il 28 febbraio 2024. Un gioco per dispositivi mobili, intitolato Disney Iwájú: Rising Chef e sviluppato da Maliyo Games insieme a Disney Games e Kugali, è stato rilasciato anche il 28 febbraio 2024, su Android e iOS . 

## Ricezione

### Pre-rilascio
LuxeKurves Magazine ha elogiato la serie per aver presentato "personaggi africani neri scritti e creati da un team africano", descrivendola come afrofuturista . BBC News ha osservato che la serie sarà la prima volta che la Disney "lavorerà con narratori africani per creare una serie animata ambientata nel continente", implicando che la serie sia afrofuturista. Business Insider ha affermato che la serie è "ambientata in un mondo simile al Wakanda", mentre IOL ha definito la serie "intrisa di fantascienza ". Native Magazine ha affermato che la serie "metterà in luce le toccanti storie dell'Africa occidentale raccontate attraverso l'animazione e il formato dei fumetti", affermando che è molto importante in un momento di continua brutalità della polizia e corruzione del governo in Nigeria, e "consoliderà ulteriormente il talento dei creativi africani su scala globale", con una storia raccontata attraverso "lenti africane". Tor.com ha descritto la serie come Africanfuturist e ha affermato che, collaborando con Disney, Kugali Media può "raggiungere un pubblico sempre più ampio, portando il proprio messaggio in tutto il mondo". Jade King di TheGamer ha descritto la serie come affascinante, splendida e raffigurante un mondo "pieno di profondità" e l'ha definita "incrollabile autentica nonostante la sua presentazione colorata". Alexander Onukwue di Semafor ha definito la serie uno sguardo "molto ottimista" a Lagos nel futuro, con sottotesti che gli adulti possono assimilare, accenti nigeriani generici e un "cast influente con una forte base di fan", ma ha osservato che Disney+ non è disponibile in Nigeria. 

### Accoglienza
La serie è stata accolta positivamente. Bill Desowitz di IndieWire ha elogiato la serie e ha detto che l'animazione della serie "vantava un mix di stili di animazione africani, orientali e occidentali". Rupali Manohar Chauhan di Meaww ha sostenuto che la serie aveva "immagini sorprendenti e riferimenti africani profondamente radicati" e ha detto che la serie mescolava una grafica potente con una "narrazione intrigante" e ha sostenuto che la serie dimostra l'adagio del "bene trionfa sul male" nel finale della serie. [50] Nick Valdez di ComicBook ha definito la serie un "progetto molto intrigante". Kambole Campbell di Empire ha elogiato la specificità culturale, l'uso di frasi in lingua Yoruba , il cast vocale forte e l'esplorazione della disuguaglianza di reddito , immagina l'abuso della tecnologia odierna, la direzione artistica, il design dei costumi, premuroso e ha definito la serie "una televisione per bambini piuttosto audace". Tuttavia, Campbell ha detto che la serie non ha la "inventiva esplosiva" di Kizazi Moto: Generation Fire , gli evidenti elementi genetici, una colonna sonora scadente e una narrazione balbettante con un ritmo "incatenato al modello di abbuffata" favorendo una lunga storia piuttosto che episodi unici, e nota che i primi episodi sono "un po' lenti", sostenendo che la serie sembra un "lungometraggio che è stato diviso senza tante cerimonie in fette". Charles Mudede di The Stranger ha detto che la storia non ha una struttura occidentale e ha un lieto fine, ma uno che è strano "per gli standard delle animazioni Disney", ha sostenuto che Bole non è bravo a "essere un cattivo" e ha descritto la serie come realistica. Ha anche sostenuto che la serie era più vicina "al cyberpunk che all'afrofuturismo " a causa della rappresentazione della tecnologia avanzata e ha detto che il mondo rappresentato nella serie è "con i piedi per terra e spinto e tirato dal capitalismo". 
Nick Bythrow di ScreenRant ha elogiato la serie per essersi distinta con "temi di classe e personaggi affascinanti", animazione stellare, commento sociale e forte doppiaggio, ma ha criticato il ritmo incoerente, una storia prevedibile e alcuni deboli archi narrativi dei personaggi di supporto. Leila Latif di The Guardian ha definito la serie una "deliziosa avventura di formazione" con grande doppiaggio e arte di sfondo, e l'ha definita un "passo incoraggiante verso un futuro audace e brillante" ma l'ha criticata per essere "ritmata freneticamente e difficile da seguire". Petrana Radulovic di Polygon ha elogiato la serie per avere un mondo affascinante, una storia serrata e una trama avvincente, e l'ha definita "uno degli spettacoli più emozionanti" usciti su Disney+ e "uno dei migliori spettacoli animati sul servizio di streaming", l'ha definita "corta... ma ha un pugno", e spera che la Disney faccia progetti simili in futuro. 
È stato anche riferito che la serie ha accumulato un "seguito devoto" sui social media, incluso Twitter , apprezzando il commento sociale della serie, notando l'uso dell'inglese pidgin e invitando le persone a guardarla.